# Vulliens
Vulliens (toponimo francese) è un comune svizzero di 466 abitanti del Canton Vaud, nel distretto della Broye-Vully.

## Storia

### Simboli
Lo stemma del comune, registrato nel 1921, riprende il blasone della nobile famiglia  de Vulliens originaria del luogo, il cui emblema era presente in sigilli del XII secolo.

## Monumenti e luoghi d'interesse
- Chiesa riformata, attestata dal 1228[3].

## Società

### Evoluzione demografica
L'evoluzione demografica è riportata nella seguente tabella:
Abitanti censiti

## Amministrazione
Ogni famiglia originaria del luogo fa parte del cosiddetto comune patriziale e ha la responsabilità della manutenzione di ogni bene ricadente all'interno dei confini del comune.